# Luis Santonja
Luis Santonja y Crespo (Biar, 25 de agosto de 1823-Valencia, 7 de mayo de 1897) fue un abogado y político español, a quien el rey Alfonso XII le concedió el título de marqués de Villagracia en 1884. Fue hijo de José Santonja Sanjuan, nacido en Biar, y de Francisca María Luisa Crespo. Fue padre de José María Santonja y Almella.
Su familia tenía grandes propiedades en Villena, Castalla y Campo de Mirra. En 1844 se licenció en Derecho por la Universidad de Valencia y entró en política siguiendo a Leopoldo O'Donnell cuando fue elegido diputado provincial de la Unión Liberal por Villena (1858 y 1860) y diputado a Cortes Españolas en 1858 y 1863 por el distrito de Sax, y en 1865 por el de Alicante. Tras la revolución de 1868 continuó en política y fue elegido nuevamente diputado por Alicante en las elecciones de 1869 y por Monóvar en las de 1871, escaño al que renunció a cambio de la plaza de senador por la provincia de Alicante. Ingresó entonces en el Partido Constitucional, y revalidó el escaño de senador en abril de 1872.
Fue uno de los impulsores de la restauración borbónica e ingresó en el Partido Conservador, del que fue jefe en la comarca del Valle del Vinalopó. En 1877 fue nombrado senador vitalicio. Fue benefactor del pintor Joaquín Sorolla.